# Barbara Mulwana
Barbara Mulwana (ur. w 1965) – ugandyjska inżynier elektryk i informatyczka, przewodnicząca Ugandyjskiego Zrzeszenia Wytwórców. W maju 2017 roku zastąpiła na tym stanowisku Amosa Nzeyi, który ustąpił po dwóch następujących po sobie kadencjach. Jest także dyrektorką wykonawczą „Nice House of Plastics”, firmy-członka „Mulwana Group of Companies”.

## Życiorys
Urodziła się w Ugandzie ok. 1965 roku, córka Sary Mulwany i Jamesa Mulwany. Jej ojciec był ugandyjskim przedsiębiorcą i przemysłowcem, w momencie śmierci jednym z najbogatszych ludzi w kraju. Barbara Mulwana ukończyła Northwestern University w Evanston w stanie Illinois w Stanach Zjednoczonych, uzyskując licencjacki stopień naukowy Bachelor of Science w dziedzinie elektrotechniki i informatyki. Posiada także certyfikat Electronic Document Professional (EDP) z Kellogg School of Management.
Pracowała jako inżynier oprogramowania użytkowego w Goodyear Tire and Rubber Company w Akron w stanie Ohio. W 1991 roku przeszła do „Nice House of Plastics”, firmy, której założycielem i właścicielem był jej ojciec. Pełniła tam funkcję szefowej sprzedaży i marketingu, po czym została awansowana na dyrektorkę wykonawczą. W maju 2017 roku została wybrana na przewodniczącą Ugandyjskiego Zrzeszenia Wytwórców, organizacji lobbingującej i doradczej, do której należy ponad 600 ugandyjskich producentów i przedsiębiorstw. Zasiada w zarządach ugandyjskich firm publicznych i prywatnych: Stanbic Bank Uganda Limited, Jubilee Holdings Limited i dwóch firm należących do Mulwana Group: Uganda Batteries Limited i Jesa Farm Diary.

## Życie prywatne
Barbara Mulwana jest mężatką, ma troje dzieci.